# Red (historieta)
Red o Retired Extremely Dangerous (en español Red de Espías Desactivada) es una historieta de la editorial DC Comics en formato comic book de serie limitada creado por los historietistas Warren Ellis y Cully Hamner, publicado originalmente por Homage Comics y más tarde redistribuido por WildStorm Studios en 2003 y 2004.

## Argumento
Frank Moses es un agente retirado de la CIA que se encargaba de las operaciones más turbias. Actualmente vive aislado. Sus únicos contactos se reducen a unas gratas llamadas telefónicas que realiza a la encargada de gestionar su retiro, Sally (quien cree que Moses se dedicaba a la compraventa de inmuebles en el extranjero) y las cartas que recibe de su sobrina que vive en Norfolk, Inglaterra.
Michael Beesley, el nuevo director de la CIA designado por el gobierno, es llevado a la “habitación R” por el subdirector de operaciones de la CIA, Adrian Kane, como parte de su iniciación. Allí observa una grabación donde descubre la existencia de Moses y toda la serie de misiones y atrocidades que realizó para el gobierno. Tremendamente alarmado por lo que ve, y temiendo que alguno de los secretos de los actos realizados por Moses salga a la luz, ordena el asesinato de Moses pese a la oposición de Kane.
Un grupo de asalto formado por tres hombres es enviado a la residencia de Moses para asesinarlo, pero este los mata y reconociendo el estilo de la agencia se da cuenta de que ha sido sentenciado a muerte, aunque no sabe por qué. Tras llamar a su encargada y descubrir que esta ha sido transferida a otro caso informa a la agencia que vuelve a estar activo (cambiado su estado de “verde” por “rojo” a través del teléfono), recoge armas de su sótano y se marcha de su casa.
Nada más salir de su casa, asesina a un agente enviado para acabar con él, después acaba con el resto del equipo de contención, dos policías y otro agente, que le acechaban.
Coge un teléfono y a la sede de la CIA en Langley y exige hablar con Adrian Kane a quien le explica que él había prometido guardar silencio y retirarse a cambio de tranquilidad, en ese momento Beesley interviene diciendo que es un monstruo y que lo van a matar, Moses responde que él va a matar a todas las personas en la CIA que sepan su nombre y cuelga haciéndoles creer que se dirige hacia Langley.
En realidad, se dirige a Washington D. C. a casa de Sally, quien se queda terriblemente impactada al descubrir el verdadero trabajo de Moses. Moses le pide que le dé su tarjeta de acceso y el código, Sally muy asustada y temiéndose lo peor se lo da, Moses tras dudar si matarla o no, se marcha.
En Langley, Kane le cuenta a Beesley que una vez para probar la seguridad de la Casa Blanca dieron la alarma a las doce de la noche, y a la una de la mañana, el presidente Jimmy Carter encontró cacahuetes en su retrete, durante esa prueba, Moses hirió a doce agentes, de los cuales se recuperaron todos menos dos.
En ese momento, una secretaria interrumpe la conversación para decir que desde un edificio en Washington están accediendo a los ordenadores de Langley, Beesley ordena que todos los agentes disponibles se dirijan hacia allí y rodeen ese edificio.
Una vez plantada la trampa, Moses se va de Washington.
Moses se acerca ahora a la sede en Langley, primero mata a los guardas de la entrada y hace explotar su coche en la puerta mientras acaba con agentes del tejado. Una vez dentro llama por teléfono a Beesley y le exige hablar de hombre a hombre, mientras otras explosiones sacuden el edificio, Beesley no accede y amenaza con matar a su sobrina de Inglaterra. Alguien llama a la puerta del despacho de Beesley y aparece Moses que dispara a Kane cuando intenta sacar un arma, le dice a Beesley que ha matado a su familia de camino a Langley y le dice que él solo quería estar retirado, descansar.
Le pregunta a Kane si le ha mostrado su ficha a Beesley, a lo que este responde que sí, que es un procedimiento usual para hacer ver al nuevo director en que se está metiendo ya que normalmente son personas elegidas por políticos y no siempre los más adecuados para el puesto, además añade que solo encontrará paz si muere. Moses dice que no reconoce a su país y dispara en la cabeza a Beesley, tras esto, le dice a Kane que le acompañe para escapar, a lo que este se niega. Kane le ofrece a Moses volver a ser agente en activo a lo que este se niega disparándole en el pecho. Tras esto sale del despacho y con una pistola se enfrenta a un pelotón armado.

## Ediciones
La serie fue publicada en tres números sueltos en septiembre de 2003, octubre de 2003 y febrero de 2004.
En junio de 2004 la serie fue recopilada en tomo con otra miniserie de Warren Ellis, Tokyo Storm Warning.
En junio de 2009 DC Comics lanzó un tomo único recopilando la serie que además incluía el guion del número uno, dibujos conceptuales y una nueva portada.

## Película
El 20 de julio de 2009, Warren Ellis publicó en su página web que Summit Entertainment había comprado los derechos en el año 2008 para hacer una película.
El 8 de diciembre de 2009 Warren Ellis afirmó que creía que la película se iba a empezar a rodar en enero de 2010, también dijo que la serie es demasiado corta para una película, que hay pocos personajes y que por lo tanto había que expandir la miniserie hasta que se consiguiera una película de hora y media. Debido a esto en la película iban a aparecer muchos personajes nuevos y que no sería tan cruda como el cómic, sino más ligera y más divertida.
Finalmente la película, dirigida por Robert Schwentke se estrenó en 2010.

### Reparto
- Bruce Willis como  Frank Moses.
- Helen Mirren como Victoria.
- Mary-Louise Parker como Sarah.
- Morgan Freeman como Joe Matheson.
- John Malkovich como Marvin Boggs.
- Karl Urban como William Cooper.
- Richard Dreyfuss como Alexander Dunning.
- Brian Cox como Ivan Simanov.
- James Remar como Gabriel Loeb.
- Julian McMahon como VP Stanton.
- Ernest Borgnine como Henry.